# Parasitidae

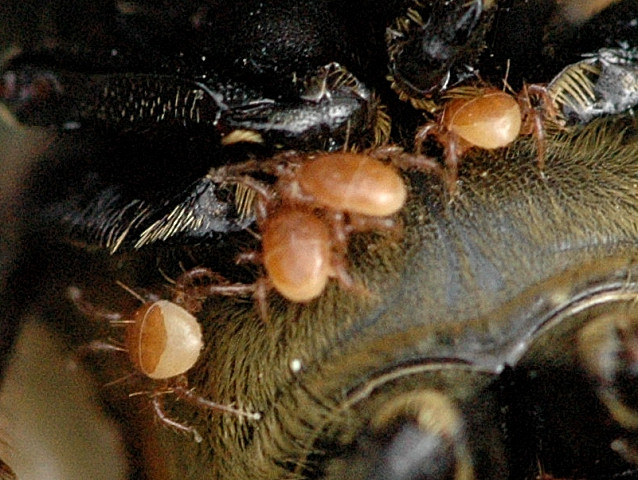
Poecilochirus carabi

Parasitidae es una familia de ácaros predadores perteneciente al orden Mesostigmata que se distribuye por todo el mundo.
Algunos han desarrollado relaciones simbióticas con abejas, avispas y escarabajos carroñeros que los transportan hasta sus nidos o lugares de alimentación, llamado foresis. Algunas especies de abejas y avispas tienen un órgano especial para transportarlos, llamado acarinario.

## Géneros
Subfamilia Parasitinae Oudemans, 1901
- Gamasodes Oudemans, 1939
- Nemnichia Oudemans, 1936
- Oocarpais Berlese, 1916
- Parasitellus Willmann, 1939
- Parasitus Latreille, 1795
- Poecilochirus G. Canestrini & R. Canestrini, 1882
- Porrhostaspis Mueller, 1859
- Trachygamasus Berlese, 1906
- Willmanniella Götz, 1969

Subfamilia Pergamasinae Juvara-Bals, 1976
- Cycetogamasus C. Athias-Henriot, 1980
- Heteroparasitus Juvara-Bals, 1976
- Holoparasitus Oudemans, 1936
- Ologamasiphis Holzmann, 1969
- Pergamasus Berlese, 1903

Incertae sedis
- Aclerogamasus Athias, 1971
- Anadenosternum C. Athias-Henriot, 1980
- Carpaidion C. Athias-Henriot, 1979
- Colpothylax C. Athias-Henriot, 1980
- Cornigamasus G. O. Evans & W. M. Till, 1979
- Dicrogamasus C. Athias-Henriot, 1980
- Erithosoma C. Athias-Henriot, 1979
- Leptogamasus Trägårdh, 1936
- Mixogamasus Juvara-Bals, 1972
- Paracarpais C. Athias-Henriot, 1978
- Pergamasellus Evans, 1957
- Phityogamasus Juvara-Bals & Athias-Henriot, 1972
- Phorytocarpais C. Athias-Henriot, 1979
- Psilogamasus Athias-Henriot, 1969
- Rhabdocarpais C. Athias-Henriot, 1981
- Schizosthetus C. Athias-Henriot, 1982
- Taiwanoparasitus Tseng, 1995
- Zelogamasus M. K. Hennessey & M. H. Farrier, 1989